# 고데스베르크 강령

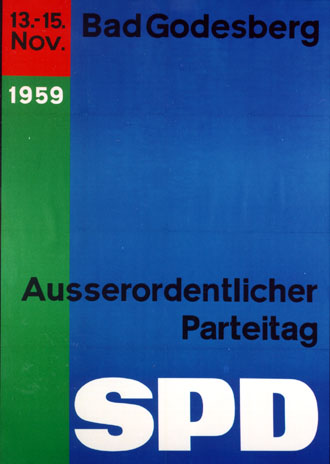

고데스베르크 강령(Godesberger Programm)은 1959년에서 1989년까지 독일사회민주당의 강령을 말한다. 1959년 11월 15일 본 근처에 위치한 바드 고데스베르크시에서 개최된 독일사회민주당 임시 당대회에서 324대 16으로 채택되었다.
이 강령은 사민당이 '사회주의 노동자당'에서 '실용주의적 국민정당'으로 전환을 강령에 반영한 것이다. 사민당은 지금까지 이 입장을 견지하고 있다. 공식적으로 1925년 채택된 하이델베르크 강령이 직전 강령이지만 사실상 1946년의 '사민당의 정치적 기본입장'에 의해 이미 많이 약화되어 있는 상태였다. 고데스베르크 강령은 1989년 베를린 강령에 의해 대체된다.

## 성립
사회민주당은 바이마르 공화국과 나치시대를 거치면서 큰 변화를 경험한다. 정권참여, 10여년후에 뒤따른 공화국의 붕괴 그리고 망명의 경험은 강령에 대해서 새로운 검토를 필요로 했다. 지속적이 빈번한 대립 끝에 빌리 아이흘러의 하의 강령위원회는 초안을 제출한다.
강령은 빌리 아이흘러가 가장 큰 영향을 미쳤으며 칼로 슈미트, 발데마르 폰 크뇌링엔, 프리츠 엘러등이 영향을 미쳤다.
헤르베르트 베너가 자유민주주의 기본입장을 강령에 포함하기로 입장을 바꾼것이 강령이
성공적으로 채택되는데 결정적인 역할을 했다. 이 강령을 통해 사민당은 계급투쟁, 주요산업의 사회화나 계획경제같은 마르크스주의개념들로부터 결별을 하게 된다.
1960년 베너는 사민당의 대외정책 전환을 한다. 그 내용은 기존에 독일을 중립적 통일 정책에서 친서방정책으로 전환을 핵심으로 한다.
1975년 '지침 85'를 통해 강령에 약간의 수정이 가해진다. 최종적으로 1989년 12월 20일 베를린 강령으로 대체된다.

## 내용
이 강령은 자유로운 사회주의와 자유롭지만 책임지는 민주주의에 대한 찬성을 통해 많은 요구들을 새로운 것으로 대체되었다. 계획경제는 시장경제의 일반지식에 의해 대체되어 폐기되었다. '부르조아 계급지배의 철폐'는 생산수단의 사적이지만 공동체 지향적인 소유의 수용으로 대체되었다.
이 강령의 핵심 요구는 '법치국가', '사회적 시장경제' 그리고 '인간의 자유로운 발전'이다.
강령의 첫 문장은 "사회주의자는 모든 사람들이 자유속에서 그들의 개성을 발전시킬수 있는 공동체지향하는 한편 정치, 경제, 문화생활에 공동체의 일원으로 책임있게 임하는 인간성을 함께 발전시키는 공동체를 지향한다."라고 하고 있다.
강령에서 사민당은 아래 구절을 통해 자기 규정하고 있다.
"사회주의는 지속적인 과제이며, 자유와 정의를 위해 투쟁하는 것이며, 자유와 정의를 지키는 것이며, 자유와 정의 속에 지켜지는 것이다."

## 같이 보기
- 빌리 아이흘러
- 고타 강령
- 사회민주주의
- 개혁적 사회주의